# HŠK Zrinjski Mostar
HŠK Zrinjski Mostar (ausgeschrieben Hrvatski Športski Klub Zrinjski Mostar, kroatisch für Kroatischer Sportklub Zrinjski Mostar) ist ein Fußballverein in Mostar. Er wurde 1905 gegründet und gilt heute als ältester noch existierender Fußballclub in Bosnien und Herzegowina. Heute spielt der Verein in der Premijer Liga.

## Geschichte

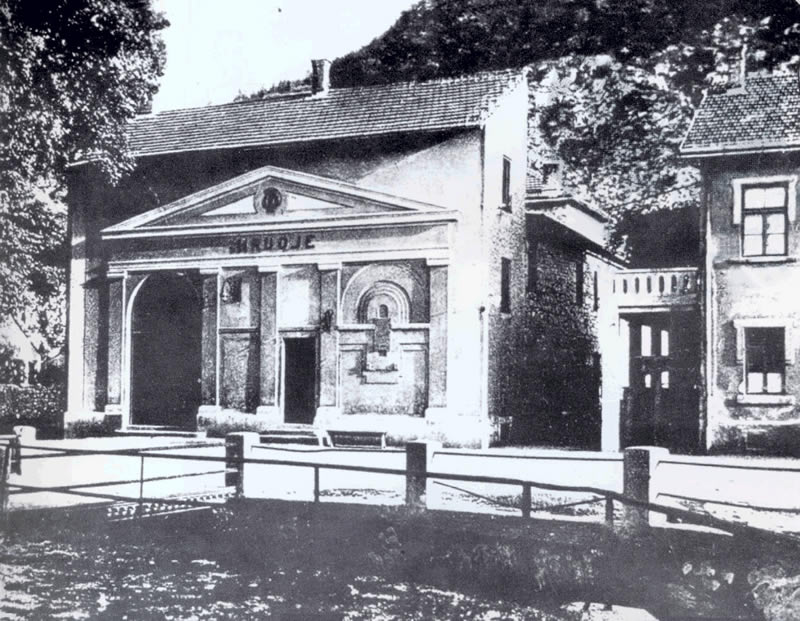
Das Gebäude des Kulturvereins Hrvoje, der Gründungsort des Đački športski klub (später HŠK Zrinjski Mostar).

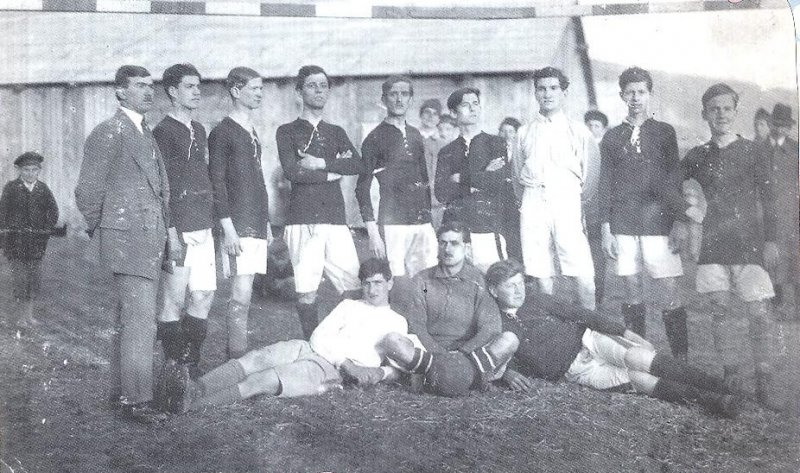
Spieler von Zrinjski vor dem Ersten Weltkrieg

Der HŠK Zrinjski Mostar wurde im Jahr 1905 als Đački športski klub (Schülersportklub) durch Jugendliche und ihren Gymnasiallehrer Professor Kuštreb in den Räumen des kroatischen Kulturvereins Hrvoje in Mostar gegründet.
Im Jahre 1912 wurde der Sportklub in Gimnazijalni nogometni klub Zrinjski (Gymnasialer Fußballklub Zrinjski) umbenannt. Die ersten zwei Fußballspiele wurden gegen den Osman-Mittelschulsportklub aus Sarajevo ausgetragen. Nach einer 0:3-Niederlage in der ersten Partie gewann HŠK Zrinjski Mostar 2:1.
In der Anfangszeit waren folgende Spieler des Vereins aktiv: Die Brüder Bruno und Edo Novak, Rudolf Brozović, Marko Sutona, die Brüder Željko und Ante Merdžo, Mabid Pehlivanović, Slavko Jukić, Ivan Bošnjak, Karl Šmit, Ivo Ćorić.

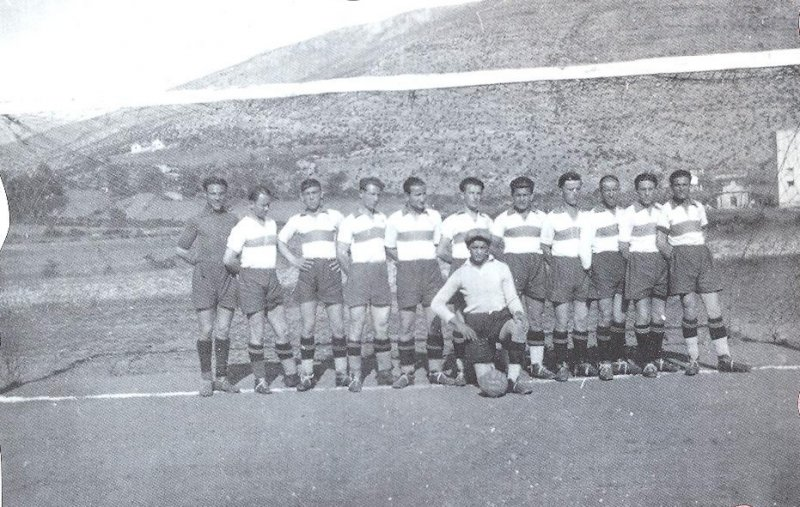
Die Mannschaft des HŠK Zrinjski Mostar im Jahr 1929.

Neben dem Gymnasialen Fußballklub Zrinjski gab es in Mostar einen weiteren kroatischen Sportverein, der im Jahre 1906 unter dem Namen Kroatischer Sportklub der Arbeiterjugend (HROŠK) gegründet wurde. Aus diesem Sportklub wechselten Jure Zelenik, Nikola Paladžić, Miroslav Prpić, Mirko Vlah, Ante Pavković und Kazimir Zubac zum heutigen HŠK Zrinjski Mostar. Am 28. Juni 1914 wurde die Vereinstätigkeit aus politischen Gründen bis in das Jahr 1917 untersagt. Der Verein fusionierte im Jahre 1917 mit dem Kroatischen Sportklub der Arbeiterjugend. Dabei einigte man sich bei der Namensgebung auf Hercegovac (deutsch: Herzegowiner). Im Jahre 1918 wurde der Verein unter dem Königreich der Serben, Kroaten und Slowenen staatlich umformiert, und aus dem kroatischen Fußballverein entstand der jugoslawische Sportklub (JŠK). Damit wurde versucht, Vereine mit nationalem Hintergrund aufzulösen. Dieses Vorhaben wurde durch die kroatischstämmigen Spieler und die Vereinsführung nicht befolgt. Sie erneuerten im Jahre 1922 den Verein, dabei erhielt er den Namenszusatz Zrinjski (= von Zrin), nach dem Adelsgeschlecht Zrinski. Es folgten Spiele gegen den späteren Velež Mostar, den JŠK der bald in Vardar umbenannt wird. Spiele wurden auch in den Städten Čapljina, Sarajevo und Trebinje ausgetragen. Auch Gastspiele in Dalmatien wurden zur Regel. Im Jahre 1923 gewann Zrinjski Mostar die Stadtmeisterschaft. Im Finale traf der Verein auf den JŠK und gewann mit 1:0. Im selben Jahr wurden noch zwei Stadtmeisterschaften ausgetragen. Diesmal spielte man gegen Velež Mostar. Das Duell endete mit einem knappen Sieg für Zrinjski mit 1:0. Darauf folgte das Finale der ersten ausgetragenen Städtemeisterschaft gegen den JŠK. Dieses Spiel endete mit einem deutlichen 3:0-Sieg für Zrinjski. Spieler waren zu dieser Zeit: Vjekoslav Vrančić, Kazimir Vlaho, Živo Bebek, Rudi Janjušić, Husein H. Omerović, Milivoj Smoljan, Pero Golić, Mijo Miliečvić, Muhamed Omeragić, August Kučinović, Franjo Stimac und die Gebrüder Ivan und Duka Rebac.

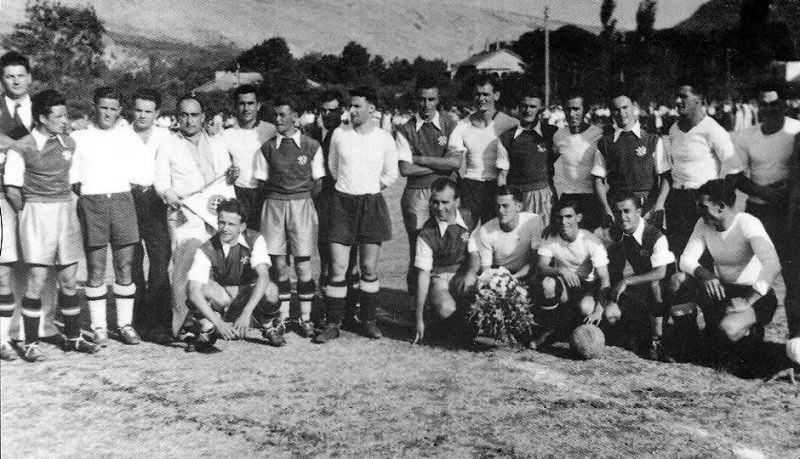
Vor dem Spiel Zrinjski Mostar gegen Hajduk Split am 13. August 1939 (Endstand 2:3)

Zwischen den beiden Weltkriegen nahm der Verein an Turnierveranstaltungen in Kotor, Tivat, Sarajevo, Zagreb und Dubrovnik teil. Der Verein war stets gern gesehen, jedoch nicht bei den jugoslawischen Machthabern. Im Jahre 1936 wurde dem Verein die Teilnahme an einem Turnier in Dubrovnik verweigert. Als Hauptgrund wurde das Trikot der Mannschaft benannt, auf dem die kroatische Trikolore und das kroatische Wappen zu sehen waren. Im Jahre 1938 fand ein Fußballturnier in Mostar statt. Neben den zwei Stadtvereinen Velež und Zrinjski Mostar nahmen aus Sarajevo der ŠK Sloga und der ŠK Makabi teil. Als Sieger dieses Turniers ging Zrinjski Mostar hervor. Die Mannschaft des Fußballvereins Zrinjski war zu der Zeit mit folgenden Spielern aktiv:
Ivan Šarac, Aco Nuić, Vice Mijam, Ante Šarac, Joško Čurković, Mirko Boban, Mile Komljenović, Franjo-Raro Novak, Ivan Rebac, Ivan Boban, Zdenko Sunjić, Muahmed Delberović, Duje Vlak, Bera Komljenović, Petar Barbarić, Martin Rotim. Miško Mikulić war der Präsident des Vereins zu diesem Zeitpunkt.
Slavko Džeba, Ilko Pavlović, Jozo Marić, Edo Veber, Muhamed Muratagić, Zdravko Konjevod, Ante Rotim, Frano Zovko, Stjepan Tartarević, Jerko Fertili, Zdravko Smoljan, Emil Miličević, Remza Daranović, Grga Brajković, Andrija Kljajo, Mirko und Ivan Rebac, Ivan Lasić, Vinko Zovko, Mladen Soldo, Edo Tavčar, Vjeko Bošković, Alija Šestić, Meho Jukić und Leo Hrvić wechselten in den folgenden Jahren zum HŠK Zrinjski Mostar.
Bis dahin waren die Präsidenten: Miško Mikulić, Drago Turkelj, Jakša Miljković und Blaška Slišković. Der Vereinssekretär war Ljubo Tokić. Die Trainer waren bis dahin: Zlatko Stegnar und Franjo-Rare Novak (auch ehemaliger Spieler des Vereins). Als die kroatische Fußballliga des „Unabhängigen Staates Kroatien“ am 17. Juli 1941 gegründet und offiziell von der FIFA als Mitglied aufgenommen wurde, nahmen neben dem damaligen HŠK Zrinjski Mostar, die Vereine von SAŠK Sarajevo und Hrvoje Banja Luka an den kroatischen Meisterschaftsspielen teil. Im Jahre 1945 wurde im neu gegründeten Staat Jugoslawien allen Kultur- und Sportvereinen mit nationaler Symbolik jegliche Arbeit untersagt. Erst 1992, 47 Jahre später, wurde der Fußballverein feierlich in Međugorje erneuert. Mit der Erneuerung des Vereins folgten viele Freundschaftsspiele, Turnierteilnahmen – was einer guten Promotion gleichkam. Besonders die kroatische Bevölkerung in Bosnien und Herzegowina, in Kroatien und im Ausland freute sich über die häufigen Turnierteilnahmen von HŠK Zrinjski Mostar. Der Verein nahm sogar an sportlichen Veranstaltungen in Kanada teil. Die jüngeren Spielklassen des Klubs nahm an Turnieren in Bosnien und Herzegowina, Deutschland, Italien, Frankreich und Norwegen teil.
In der sogenannten Liga NS Herceg-Bosna wurde der Verein sieben Mal Meister. Einen bedeutenden Beitrag hat der Verein in der Organisation der Ersten Liga der Föderation Bosnien und Herzegowina wie auch der ersten Spielsaison im Jahre 1994 geleistet. Es war zugleich die erste Meisterschaftsrunde nach dem Krieg. In der Ersten Liga der Föderation Bosnien und Herzegowina war der Fußballklub in der Gruppe mit den bosnisch-herzegowinischen Vereinen von Željezničar aus Sarajevo, Bosna aus Visoko angesetzt. In der zweiten Gruppe nahmen die bosnisch-herzegowinischen Vereine NK Široki Brijeg, FK Sarajevo und Čelik teil. Zugleich war dies der Beginn der heutigen Ersten Liga der Föderation Bosnien und Herzegowina.

## Fans
Zwischen den Fans des HŠK Zrinjski Mostar, die überwiegend Kroaten sind, und denen des von Bosniaken dominierten FK Velež Mostar besteht eine Rivalität. Das Aufeinandertreffen dieser beiden Mannschaften wird auch als Mostarski derbi bezeichnet. In Mostar kam es in der Vergangenheit immer wieder zu Ausschreitungen zwischen Fans bosniakischer und kroatischer Herkunft. Dies wurde teilweise auch auf die Nationalmannschaften übertragen. Bei der Fußball-Europameisterschaft 2008, als Kroatien gegen die Türkei spielte, kam es zu Krawallen.

## Erfolge
- Bosnisch-herzegowinischer Meister (9): 2004/05, 2008/09, 2013/14, 2015/16, 2016/17, 2017/18, 2021/22, 2022/23, 2024/25
- Bosnisch-Herzegowinischer Pokalsieger (3): 2007/08, 2022/23, 2023/24

## Europapokalbilanz
| Saison  | Wettbewerb                    | Runde                  | Gegner                | Gesamt          | Hin           | Rück          |
| ------- | ----------------------------- | ---------------------- | --------------------- | --------------- | ------------- | ------------- |
| 2000    | UEFA Intertoto Cup            | 1. Runde               | Västra Frölunda IF    | (a)2:2(a)       | 0:1 (A)       | 2:1 (H)       |
| 2005/06 | UEFA Champions League         | 1. Qualifikationsrunde | F91 Düdelingen        | 1:4             | 1:0 (A)       | 0:4 n. V. (H) |
| 2006    | UEFA Intertoto Cup            | 1. Runde               | FC Marsaxlokk         | 4:1             | 3:0 (H)       | 1:1 (A)       |
| 2006    | UEFA Intertoto Cup            | 2. Runde               | Maccabi Petach Tikwa  | 2:4             | 1:1 (A)       | 1:3 (H)       |
| 2007/08 | UEFA-Pokal                    | 1. Qualifikationsrunde | FK Partizan Belgrad   | 01:11           | 1:6 (H)       | 00:5 (A) 1    |
| 2007/08 | UEFA-Pokal                    | 2. Qualifikationsrunde | Rabotnički Skopje     | 1:2             | 0:0 (A)       | 1:2 (H)       |
| 2008/09 | UEFA-Pokal                    | 1. Qualifikationsrunde | FC Vaduz              | 5:1             | 2:1 (A)       | 3:0 (H)       |
| 2008/09 | UEFA-Pokal                    | 2. Qualifikationsrunde | Sporting Braga        | 0:3             | 0:1 (A)       | 0:2 (H)       |
| 2009/10 | UEFA Champions League         | 1. Qualifikationsrunde | ŠK Slovan Bratislava  | 1:4             | 1:0 (H)       | 0:4 (A)       |
| 2010/11 | UEFA Europa League            | 1. Qualifikationsrunde | Tobyl Qostanai        | 4:2             | 2:1 (A)       | 2:1 (H)       |
| 2010/11 | UEFA Europa League            | 2. Qualifikationsrunde | SP Tre Penne          | 13:30           | 4:1 (H)       | 9:2 (A)       |
| 2010/11 | UEFA Europa League            | 3. Qualifikationsrunde | Odense BK             | 3:5             | 3:5 (A)       | 0:0 (H)       |
| 2013/14 | UEFA Europa League            | 1. Qualifikationsrunde | UE Santa Coloma       | 4:1             | 3:1 (A)       | 1:0 (H)       |
| 2013/14 | UEFA Europa League            | 2. Qualifikationsrunde | Botew Plowdiw         | 1:3             | 1:1 (H)       | 0:2 (A)       |
| 2014/15 | UEFA Champions League         | 2. Qualifikationsrunde | NK Maribor            | 0:2             | 0:0 (H)       | 0:2 (A)       |
| 2015/16 | UEFA Europa League            | 1. Qualifikationsrunde | FC Schirak Gjumri     | 2:3             | 0:2 (A)       | 2:1 (H)       |
| 2016/17 | UEFA Champions League         | 2. Qualifikationsrunde | KP Legia Warschau     | 1:3             | 1:1 (H)       | 0:2 (A)       |
| 2017/18 | UEFA Champions League         | 2. Qualifikationsrunde | NK Maribor            | 2:3             | 1:2 (H)       | 1:1 (A)       |
| 2018/19 | UEFA Champions League         | 1. Qualifikationsrunde | Spartak Trnava        | 1:2             | 0:1 (A)       | 1:1 (H)       |
| 2018/19 | UEFA Europa League            | 2. Qualifikationsrunde | FC Valletta           | 3:2             | 1:1 (H)       | 2:1 (A)       |
| 2018/19 | UEFA Europa League            | 3. Qualifikationsrunde | Ludogorez Rasgrad     | 1:2             | 0:1 (A)       | 1:1 (H)       |
| 2019/20 | UEFA Europa League            | 1. Qualifikationsrunde | Akademija Pandev      | 6:0             | 3:0 (A)       | 3:0 (H)       |
| 2019/20 | UEFA Europa League            | 2. Qualifikationsrunde | FC Utrecht            | 3:2             | 1:1 (A)       | 2:1 n. V. (H) |
| 2019/20 | UEFA Europa League            | 3. Qualifikationsrunde | Malmö FF              | 1:3             | 0:3 (A)       | 1:0 (H)       |
| 2020/21 | UEFA Europa League            | 1. Qualifikationsrunde | FC Differdingen 03    | 3:0             | 3:0 (H)       | 3:0 (H)       |
| 2020/21 | UEFA Europa League            | 2. Qualifikationsrunde | NK Olimpija Ljubljana | 3:2             | 3:2 n. V. (A) | 3:2 n. V. (A) |
| 2020/21 | UEFA Europa League            | 3. Qualifikationsrunde | APOEL Nikosia         | 2:2 (2:4 i. E.) | 2:2 n. V. (A) | 2:2 n. V. (A) |
| 2022/23 | UEFA Champions League         | 1. Qualifikationsrunde | Sheriff Tiraspol      | 0:1             | 0:0 (H)       | 0:1 (A)       |
| 2022/23 | UEFA Europa Conference League | 2. Qualifikationsrunde | KF Tirana             | 4:2             | 1:0 (A)       | 3:2 (H)       |
| 2022/23 | UEFA Europa Conference League | 3. Qualifikationsrunde | Tobyl Qostanai        | 2:1             | 1:0 (H)       | 1:1 (A)       |
| 2022/23 | UEFA Europa Conference League | Play-offs              | ŠK Slovan Bratislava  | 2:2 (5:6 i. E.) | 1:0 (H)       | 1:2 n. V. (A) |
| 2023/24 | UEFA Champions League         | 1. Qualifikationsrunde | FC Urartu Jerewan     | 3:3 (4:3 i. E.) | 1:0 (A)       | 2:3 n. V. (H) |
| 2023/24 | UEFA Champions League         | 2. Qualifikationsrunde | ŠK Slovan Bratislava  | 2:3             | 0:1 (H)       | 2:2 (A)       |
| 2023/24 | UEFA Europa League            | 3. Qualifikationsrunde | Breiðablik Kópavogur  | 6:3             | 6:2 (H)       | 0:1 (A)       |
| 2023/24 | UEFA Europa League            | Play-offs              | LASK                  | 2:3             | 1:2 (A)       | 1:1 (H)       |
| 2023/24 | UEFA Europa Conference League | Gruppenphase           | AZ Alkmaar            | 4:4             | 4:3 (H)       | 0:1 (A)       |
| 2023/24 | UEFA Europa Conference League | Gruppenphase           | Aston Villa           | 1:2             | 0:1 (A)       | 1:1 (H)       |
| 2023/24 | UEFA Europa Conference League | Gruppenphase           | Legia Warschau        | 1:4             | 1:2 (H)       | 0:2 (A)       |
| 2024/25 | UEFA Conference League        | 2. Qualifikationsrunde | NK Bravo              | 3:2             | 0:1 (H)       | 3:1 (A)       |
| 2024/25 | UEFA Conference League        | 3. Qualifikationsrunde | Botew Plowdiw         | 3:2             | 1:2 (H)       | 2:0 (A)       |
| 2024/25 | UEFA Conference League        | Play-offs              | Vitória Guimarães     | 0:7             | 0:3 (A)       | 0:4 (H)       |
| 2025/26 | UEFA Champions League         | 1. Qualifikationsrunde | SS Virtus             | 4:1             | 2:0 (A)       | 2:1 (H)       |
| 2025/26 | UEFA Champions League         | 2. Qualifikationsrunde | ŠK Slovan Bratislava  | 2:6             | 0:4 (A)       | 2:2 (H)       |
| 2025/26 | UEFA Europa League            | 3. Qualifikationsrunde | Breiðablik Kópavogur  | 3:2             | 1:1 (H)       | 2:1 (A)       |

Gesamtbilanz: 85 Spiele, 32 Siege, 20 Unentschieden, 33 Niederlagen, 112:120 Tore (Tordifferenz −8)

## Trainer
- Franjo Džidić
- Blaž Slišković
- Dragan Jović
- Sergej Jakirović

## Ehemalige Spieler
- Miroslav Brozović
- Marijan Ćavar
- Ricardo da Costa
- Lamine Diarra
- Ivica Džidić
- Mario Ivanković
- Mislav Karoglan
- Dušan Kerkez
- Kenan Lizde
- Armando Marenzzi
- Elvis Margeta
- Ivica Matas
- Matija Matko
- Romeo Mitrović
- Luka Modrić
- Slaven Musa
- Zoran Rajović
- Blaž Slišković
- Sulejman Smajić
- Zajko Zeba
- Mladen Žižović
- Denis Zovko